# Dorota Urbaniak
Dorota Urbaniak (Łask, 6 de mayo de 1972) es una deportista canadiense que compitió en remo.
Participó en los Juegos Olímpicos de Sídney 2000, obteniendo una medalla de bronce en la prueba de ocho con timonel. Ganó tres medallas en el Campeonato Mundial de Remo entre los años 1997 y 1999.

## Palmarés internacional
| Juegos Olímpicos   | Juegos Olímpicos        | Juegos Olímpicos  | Juegos Olímpicos |
| Año                | Lugar                   | Medalla           | Prueba           |
| ------------------ | ----------------------- | ----------------- | ---------------- |
| 2000               | Sídney (Australia)      | Medalla de bronce | Ocho con timonel |
| Campeonato Mundial |                         |                   |                  |
| Año                | Lugar                   | Medalla           | Prueba           |
| 1997               | Aiguebelette (Francia)  | Medalla de plata  | Ocho con timonel |
| 1998               | Colonia (Alemania)      | Medalla de bronce | Ocho con timonel |
| 1999               | St. Catharines (Canadá) | Medalla de bronce | Ocho con timonel |